# ديفيد كيرك (مهندس)
ديفيد كيرك (بالإنجليزية: David Kirk)‏ هو مهندس أمريكي، ولد في 31 أكتوبر 1960.